# Близанско
Близанско (мкд. Близанско) је насеље у Северној Македонији, у средишњем делу државе. Близанско припада општини Македонски Брод.

## Географија
Насеље Близанско је смештено у средишњем делу Северне Македоније. Од седишта општине, градића Македонски Брод, насеље је удаљено 45 km северно.
Рељеф: Насеље Близанско се налази у области Порече, која обухвата средишњи део слика реке Треске. Дато подручје је изразито планинско. Насеље је положено на левој обали реке Треске, у најужем делу тока, у оквиру Поречке клисуре, која је на овом месту преграђена, па је образовано велико вештачко језеро. Западно од насеља уздиже се Сува гора. Надморска висина насеља је приближно 480 метара.
Клима у насељу је континентална. 

## Историја
Почетком 20. века, као и Порече, становништво Близанског је било наклоњено српској народној замисли, па се месно становништво у изјашњавало Србима.

## Становништво
По попису становништва из 2002. године, Близанско је имало 37 становника.
Претежно становништво у насељу су етнички Македонци (97% према последњем попису). Остало су Срби.
Већинска вероисповест у насељу је православље.